# Oxalis westii
Oxalis westii är en harsyreväxtart som beskrevs av A. Lourteig. Oxalis westii ingår i släktet oxalisar, och familjen harsyreväxter. Inga underarter finns listade i Catalogue of Life.